# Rochowsee
Der Rochowsee ist ein See im Landkreis Ostprignitz-Ruppin von Brandenburg. Am nördlichen Seeufer verläuft die Grenze zu Mecklenburg-Vorpommern. Er gehört zum Rheinsberger Seengebiet im Naturpark Stechlin-Ruppiner Land. Der See hat eine Fläche von 31,9 Hektar und ist bis zu 16 Meter tief. 
Der Name des Sees (früher Rockowsee) wird auf das altpolabische Wort ‚rak‘ für ‚Krebs‘ zurückgeführt.
Der Rochowsee gehört zum Flusslauf des Rhin, der aus dem Quellsee Twernsee durch eine allmählich verlandende Verbindung in den Rochowsee und dann über eine etwa 300 Meter lange künstliche Fließstrecke in den Giesenschlagsee fließt. Er gehört zum FFH-Gebiet „Wummsee und Twernsee“, das 2016 durch Zusammenlegung der FFH-Gebiete „Rochowsee und Plötzensee“, „Wummsee und Twernsee“ und „Erweiterung Wumm- und Twernsee“ gebildet wurde.
Der See wurde für das Jahr 2006 als mesotroph klassifiziert und war von Armleuchteralgen dominiert. Bis 2011 waren diese fast völlig verschwunden, heute überwiegen Tausendblattgewächse. Auch submers wachsender Tannenwedel ist zu finden. Im See finden sich mehrere Fischarten, unter anderem Aale, Barsche, Brachsen, Güster, Hechte, Rotaugen, Rotfedern und Schleie. Ausgesetzt wurden Kleine Maränen, Karpfen und Welse. Gewerbliche Fischerei wird kaum betrieben.
Das nördliche Ufer des Sees ist unbebaut, am südlichen Ufer befindet sich ein Streifen mit Bungalows. Die nicht bebauten Flächen sind vor allem mit Buchen und Kiefern bewachsen. Etwa 1,5 Hektar sind als BVVG-Fläche ausgewiesen. Orte in der Nähe sind in Brandenburg die Ortsteile Luhme, Zechlinerhütte, Flecken Zechlin und Kleinzerlang von Rheinsberg und in Mecklenburg-Vorpommern der Ortsteil Diemitz und der Wohnplatz Fleether Mühle von Mirow und die Gemeinde Schwarz.